# Giulio Massarani
Giulio Massarani (Roma, 16 de dezembro de 1937 — Curitiba, 28 de setembro de 2004) foi um engenheiro químico, pesquisador e professor universitário ítalo-brasileiro, pioneiro, com Alberto Luiz Galvão Coimbra, na criação da primeira pós-graduação em engenharia do Brasil, em 1963.
Comendador da Ordem Nacional do Mérito Científico, membro fundador da Academia Nacional de Engenharia e um dos fundadores da Coppe/UFRJ, Giulio foi um dos primeiros professores do país a obter um título de mestre.

## Biografia
Nascido em Roma, em 1937, era filho do maestro judeu italiano Renzo Massarani e veio para o Brasil com apenas um ano, fugindo da perseguição aos judeus com os pais e os dois irmãos mais velhos. Formou-se em Engenharia Química e Química Industrial pela Escola Nacional de Química da então Universidade do Brasil (hoje a UFRJ). A fim de se aprimorar na área, mudou-se para os Estados Unidos no início dos anos 1960 para cursar o mestrado, tornando-se pioneiro nessa formação no país pela Universidade de Houston, em 1963.
Participou da criação do Instituto Alberto Luís Coimbra de Pós-graduação e Pesquisa de Engenharia (COPPE), da Universidade Federal do Rio de Janeiro (UFRJ) em seu retorno ao país, hoje um dos maiores centros de ensino e pesquisa em engenharia da América Latina.
Em 1971, pela Universidade Paul Sabatier, em Toulouse, na França, defendeu seu doutorado. Ao todo, na carreira, orientou 56 dissertações de mestrado e 26 teses de doutorado. Publicou mais de 200 trabalhos técnicos em revistas científicas e é autor de 20 livros e publicações didáticas. Formou doutores que criaram cursos de pós-graduação em vários estados do País. Seu trabalho teve grande repercussão nos cursos de engenharia química de muitas universidades brasileiras e também colaborava de forma permanente com instituições de ensino e pesquisa na França, Estados Unidos e Chile.
Por seu trabalho docente e científico, a Universidade Federal do Rio de Janeiro, em homenagem à capacidade motivadora de Giulio a jovens estudantes, criou a Jornada Giulio Massarani de Iniciação Científica, Artística e Cultural. Além disso, uma das praças na Ilha do Fundão, próxima ao Centro de Tecnologia da Universidade Federal do Rio de Janeiro, recebeu o nome de Giulio Massarani.
O Maestro Renzo Massarani, pai do Professor, foi responsável, durante muitos anos, por uma coluna sobre Música Clássica no Jornal do Brasil.

## Morte
Giulio morreu em 28 de setembro de 2004, em Curitiba, aos 66 anos.

## Prêmios e condecorações
Massarani foi agraciado com vários prêmios durante sua vida acadêmica. Entre eles, destacam-se:
- Comendador da Ordem Nacional do Mérito Científico, concedido pelo Governo Federal;
- Medalha RILEM (Réunion Internationale des Laboratoires et Experts des Matériaux, systèmes de construction et ouvrages),
- Medalha Prof. João Cristóvão Cardoso, do Instituto de Química da UFRJ; e
- Prêmio Álvaro Alberto de Tecnologia, da Prefeitura Municipal do Rio de Janeiro.